# Low Tide
Low Tide ist ein Filmdrama von Kevin McMullin, das am 28. April 2019 beim Tribeca Film Festival seine Premiere feierte. Seit dem 14. Oktober 2023 ist der Film bei dem Streaminganbieter Paramount+ zu sehen.

## Handlung
Alan, Red und Smitty verbringen den Sommer an der Jersey Shore. Dort entdecken sie einen alten Schatz.

## Produktion
Regie führte Kevin McMullin und schrieb auch das Drehbuch. Produziert wurde der Film von Brendan McHugh, Kevin Rowe, Richard Peete, Rian Cahill und Brian Kavanaugh-Jones. 
Die Filmmusik komponierten Brooke und Will Blair. Der Soundtrack, der insgesamt 19 Musikstücke umfasst, wurde Mitte September 2019 von Milan Records als Download veröffentlicht.
Von Ende April bis Anfang Mai 2019 wurde der Film beim Tribeca Film Festival gezeigt und feierte hier seine Weltpremiere.

## Rezeption

### Kritiken
Der Film konnte bislang 72 Prozent aller Kritiker bei Rotten Tomatoes überzeugen.

### Auszeichnungen
Tribeca Film Festival 2019
- Nominierung im US Narrative Competition[5]